# مبارزه لئونارد-کوشینگ
مبارزه لئونارد-کوشینگ (انگلیسی: Leonard-Cushing Fight) یک فیلم کوتاه سیاه و سفید صامت محصول سال ۱۸۹۴ آمریکا است کارگردان این فیلم ویلیام کندی دیکسون و بازیگران آن مایک لئونارد و جک کوشینگ بودند. این فیلم که در ۴ اوت ۱۸۹۴ در شهر نیویورک اکران شد، اولین فیلم ورزشی اکران شده‌است.